# Gregory Breit
Gregory Breit (Nicolaiev, 14 de julio de 1899 - 11 de septiembre de 1981) fue un físico ruso nacionalizado estadounidense.  Colaboró en los primeros experimentos para determinar el peso y densidad de la ionosfera. Además, estudió otros campos como la teoría cuántica, la física nuclear, o la electrodinámica cuántica.

## Vida
Vivió en Rusia hasta 1915, año en el que se trasladó a Estados Unidos, nacionalizándose en 1918. Cursó sus estudios en la Universidad Johns Hopkins (Baltimore), obteniendo el doctorado en 1921. Entre 1921 y 1924 trabajó en varios universidades, pasando por Leiden, Harvard, y Minnesota.
En 1924, y hasta 1929, se unió a la Institución Carnegie de Washington, donde trabajó en el departamento de magnetismo terrestre como físico matemático. Entre 1929 y 1973 fue profesor en las universidades de Nueva York, Wisconsin, Yale, y Buffalo.

## Investigaciones
Breit dirigió, junto con Merle A. Tuve, los primeros experimentos para medir el peso y la densidad de la ionosfera. Para realizar las medidas, emitieron pulsos cortos de ondas de radio, y analizaron las ondas reflejadas que recibían. Esta técnica representó un gran paso para el desarrollo del radar.
Junto con Eugene Wigner demostró, a partir de las observaciones experimentales de las interacciones de los neutrones y de los protones, que dichas partículas sólo se diferenciaban en su carga, así como en otras propiedades eléctricas, y no en sus fuerzas nucleares. La "Fórmula de Breit–Wigner" expresa la sección eficaz en función de la energía de la partícula incidente, válida solamente en la proximidad de una resonancia nuclear en una reacción nuclear con formación de núcleos compuestos.